# Władysław Grabski
Władysław Dominik Grabski (ur. 7 lipca 1874 w Borowie, zm. 1 marca 1938 w Warszawie) – polski polityk narodowej demokracji, ekonomista i historyk, minister skarbu oraz dwukrotny premier II Rzeczypospolitej, autor reformy walutowej (1924).
Działacz społeczny i niepodległościowy, w latach 1905–1912 poseł do Dumy Państwowej, członek Komitetu Narodowego Polskiego, wiceprezes utworzonego w 1914 Centralnego Komitetu Obywatelskiego w Warszawie, prezes Centralnego Komitetu Obywatelskiego Królestwa Polskiego w Rosji (1915–1918). Od 26 października do 4 listopada 1918 minister rolnictwa i dóbr koronnych. Członek Naczelnej Rady Ludowej w 1918, poseł z ramienia Związku Ludowo-Narodowego (1919–1922), minister skarbu od 13 grudnia 1919 do 9 czerwca 1920, od 13 stycznia 1923 do 30 czerwca 1923 i od 19 grudnia 1923 do 13 listopada 1925. Premier rządu RP od 23 czerwca do 24 lipca 1920 i od 19 grudnia 1923 do 14 listopada 1925. Rektor Szkoły Głównej Gospodarstwa Wiejskiego w Warszawie w latach 1926–1928 i jej prorektor w latach 1928–1929.
Obywatel ziemski guberni warszawskiej w 1909 roku.

## Dzieciństwo i młodość
Władysław Dominik Grabski pochodził z rodziny szlacheckiej herbu Pomian, wywodzącej się z miejscowości Grabie na Kujawach. Wśród jego przodków byli rycerze, wojewodowie i kasztelanowie. Władysław Grabski był synem ziemianina Feliksa i jego drugiej żony, Stanisławy Mittelstaedt (córki Juliana Seweryna, i Józefy Zakrzewskiej, siostry Ignacego Zakrzewskiego, historyka, posła do niemieckiego Reichstagu). Ojciec Grabskiego uzyskał spory majątek, uprawiając buraki cukrowe, dzięki czemu mógł w 1859 kupić od Grabowskich majątek w Borowie nad Bzurą niedaleko Łowicza. Tam przyszedł na świat Władysław Grabski. Był jednym z czwórki rodzeństwa.
Od 1883 do 1892 Władysław Grabski był uczniem V Gimnazjum Filologicznego w Warszawie, gdzie brał udział w spotkaniach tajnych kółek samokształceniowych, będąc wówczas pod wpływem myśli socjalistycznej. Jednak w przeciwieństwie do brata Stanisława i siostry Zofii, jego związek z ruchem lewicowym był dość powierzchowny. W 1892 rozpoczął studia w Paryżu – był studentem na École des Sciences Politiques do 1894 (tytuł jego pracy dyplomowej to O sądzie sejmowym 1828 r. w Królestwie Polskim). Równolegle studiował historię i ekonomię na Sorbonie (1892–1895). W latach 1895–1896 odbył praktykę rolniczą w Woli Trębskiej. Następnie spędził rok w Halle, ucząc się agronomii (lata 1896–1897). W tym czasie jego poglądy polityczne zmieniły się – poznał m.in. idee liberalizmu. W 1894 opublikował pracę pt. Kwestia agrarna we Francji (w czasopiśmie Ekonomista Polski), a w 1897 – Wiedza i praktyka rolnicza w Niemczech oraz Praca społeczna na wsi w Niemczech (w Ateneum).
Do powrotu do kraju w 1897 zmusiła go śmierć ojca. Grabski osiadł w rodzinnym majątku w Borowie, gdzie prowadził działalność gospodarczo-społeczną i naukową, zajmując się głównie tematyką wiejską. W 1899 założył pod Kutnem rolniczą stację doświadczalną (drugą tego typu w Królestwie Polskim), w 1901 – fabrykę spółdzielczą Spójnia, w 1903 – drugie na ziemiach polskich chłopskie kółko rolnicze Jutrzenka w Bocheniu pod Łowiczem oraz jedną z pierwszych spółdzielni mleczarskich, a w 1904 zorganizował i przez pewien okres prowadził Towarzystwo Melioracyjne w Warszawie. W 1905 natomiast założył pierwsze w Królestwie Polskim spółdzielcze chłopskie Powiatowe Towarzystwo Rolnicze w Łowiczu. Grabski tworzył również kasy spółdzielcze dla chłopów, wspierał szkoły rolnicze, a w Borowie łożył na nielegalną polskojęzyczną szkołę dla dzieci włościańskich.
4 czerwca 1903 w parafii św. Aleksandra w Warszawie poślubił Katarzynę Lewandowską.
Prowadził współpracę z Centralnym Towarzystwem Rolniczym (był jego wiceprezesem), napisał także dwutomową Historię Towarzystwa Rolniczego, opublikowaną w Warszawie w 1904. Za tę pracę został uhonorowany przez Akademię Umiejętności.

## Działalność polityczna
Był członkiem Ligi Narodowej od 1905. W 1905 został na krótko uwięziony przez władze rosyjskie, które w ten sposób chciały go ukarać za pracę społeczną wśród chłopstwa. W tym samym roku rozpoczął karierę polityczną – został wybrany w wyborach na posła do rosyjskiej Dumy. W tym czasie jako główny cel swej działalności politycznej obrał sobie poprawę położenia ludności chłopskiej. Jak pisał: 

Jeszcze przed pojechaniem do Petersburga zdecydowałem się, że zasada uwłaszczenia leży w interesie ludności włościańskiej, a skoro tak, wydałem pensję moralną, by stronnictwo Demokratyczno-Narodowe poufnie tę zasadę zaakceptowało i Koło Polskie następnie tę zasadę publicznie poprawiło(...). W Królestwie Polskim ani jedno stronnictwo lewicowe nie stoi na gruncie 70% ludności, to jest ludności włościańskiej (...).

Funkcję tę pełnił trzykrotnie w latach 1905–1912, z ramienia Narodowej Demokracji. Działał potem w Centralnym Towarzystwie Rolniczym, którego wiceprezesem został w 1914. Ta organizacja społeczno-gospodarcza utworzona za zgodą władz rosyjskich, z inicjatywy Stronnictwa Narodowo-Demokratycznego i Stronnictwa Polityki Realnej, skupiała działaczy Centralnego Towarzystwa Rolniczego, Towarzystwa Przemysłowców Guberni Królestwa Polskiego, Towarzystwa Kredytowego Ziemskiego oraz Towarzystwa Popierania Przemysłu i Handlu. Miała ona reprezentować kręgi gospodarcze i polityczne Królestwa Polskiego.
W odpowiedzi na deklarację wodza naczelnego wojsk rosyjskich wielkiego księcia Mikołaja Mikołajewicza Romanowa z 14 sierpnia 1914, podpisał telegram dziękczynny, głoszący m.in., że krew synów Polski, przelana łącznie z krwią synów Rosyi w walce ze wspólnym wrogiem, stanie się największą rękojmią nowego życia w pokoju i przyjaźni dwóch narodów słowiańskich.
Po wybuchu I wojny światowej w listopadzie 1914 Władysław Grabski wszedł w skład Komitetu Narodowego Polskiego, opowiadającego się za orientacją prorosyjską. W reakcji na rosyjską odezwę do Polaków z sierpnia 1914, w specjalnej depeszy do wielkiego księcia Mikołaja Mikołajewicza Romanowa wyraził głębokie wzruszenie orędziem.
W wyniku działań wojennych i zajęcia Kongresówki przez wojska niemieckie, zmuszony został do wyjazdu do Rosji. W Piotrogrodzie z jego inicjatywy 24 sierpnia 1915 powstał Centralny Komitet Obywatelski Królestwa Polskiego w Rosji, na którego czele stanął sam Grabski (kierował działalnością Komitetu w latach 1915–1918). Celem organizacji była m.in. pomoc polskim jeńcom i wygnańcom oraz reprezentowanie interesów Polaków w Rosji.
W 1914 u syna Władysława Grabskiego, Wacława, zdiagnozowano gruźlicę. Ojciec wysyłał go do sanatoriów w Samarze, Soczi i Gagray. Wysłał go także na leczenie do Finlandii, jednak pomimo leczenia, chory zmarł w 1917. Został pochowany na cmentarzu ewangelickim w Helsinkach.
W czerwcu 1915 Władysław Grabski brał udział w pracach komisji polsko-rosyjskiej, dotyczących rozszerzenia uprawnień Królestwa Polskiego. Jej działalność została jednak zawieszona w sierpniu 1915. Jako prezes Centralnego Komitetu Obywatelskiego stworzył biuro zajmujące się gromadzeniem materiałów dotyczących przyszłej odbudowy niepodległości Polski, w szczególności polityki gospodarczej i stosunków z Rosją. Wynikiem tej pracy było opublikowanie przez biuro Materiałów i studiów w sprawie odbudowy państwa polskiego.
W 1917 ukazała się broszura autorstwa Grabskiego pt. Podstawy siły wewnętrznej państwa polskiego – wskazywał w niej konieczność działania wszystkich warstw społecznych na rzecz niepodległości Polski. Wskazywał tam również na to, że odrodzone państwo musi dbać o dobrobyt materialny i rozwój kulturalny ludności.
Po wybuchu rewolucji lutowej, Grabski wszedł w skład powstałej 28 marca 1917 Komisji Likwidacyjnej do spraw Królestwa Polskiego. Podmiot ten miał pracować nad uregulowaniem wzajemnych stosunków polsko-rosyjskich. W październiku 1917 polityk zrezygnował z prac w Komisji, wraz z innymi przedstawicielami narodowej demokracji i realistów. Powodem tego posunięcia był brak możliwości zrealizowania zgłaszanych przez polską stronę postulatów.
Po wybuchu rewolucji październikowej i zawarciu pokoju brzeskiego, Grabski powrócił na ziemie polskie. Został jednak uwięziony przez Niemców i osadzony w twierdzy modlińskiej. Powodem tego posunięcia władz niemieckich była krytyka ekonomicznej polityki okupacyjnej, którą głosił Grabski. W trakcie tego przymusowego odosobnienia zakończył prace nad trzecim tomem swej publikacji poświęconej sytuacji polskiego chłopstwa (Materiały w sprawie włościańskiej zawierające prace Społeczne gospodarstwo agrarne w Polsce oraz Cele i zadania polityki agrarnej w Polsce).
Po uwolnieniu, 26 października 1918 objął funkcję ministra rolnictwa i dóbr koronnych w gabinecie Józefa Świeżyńskiego. Sprawował ją jednak tylko przez 13 dni (do 4 listopada 1918, gdy Rada Regencyjna odwołała gabinet w związku z próbą zamachu stanu).
Wraz z bratem Stanisławem współtworzył program Związku Ludowo-Narodowego. Został on zatwierdzony przez zjazd ZLN 27 października 1919.
W 1919 Grabski został wybrany posłem na Sejm Ustawodawczy z ramienia ZLN (kandydował z okręgu 14, obejmującego Łowicz, Rawę Mazowiecką, Skierniewice i Sochaczew). W tym czasie, 31 stycznia 1919 r. został powołany przez Naczelnika Państwa na dyrektora Głównego Urzędu Likwidacyjnego – instytucja stworzona dla regulowania zobowiązań finansowych z czasów wojny. Grabski wszedł także w skład delegacji polskiej na konferencję pokojową w Paryżu, która obradowała od 18 stycznia 1919 do 21 stycznia 1920, zajmował się sprawami odszkodowań wojennych i likwidacyjnymi. Efekty swej pracy opisał w publikacji pt. Wyjaśnienia dotyczące ratyfikacji traktatu pokojowego z Niemcami i umowy wielkich mocarstw z Polską, przeznaczonej przede wszystkim dla posłów, którzy mieli ratyfikować traktat wersalski stworzony w Paryżu. Sam Grabski oszacował, że Niemcy powinny wypłacić Polsce ok. 20 mld marek w złocie odszkodowania za okres okupacji ziem polskich podczas I wojny światowej. Wkrótce jednak okazało się, że taka kwota jest nieosiągalna.

### Minister skarbu w rządzie Skulskiego
13 grudnia 1919 Władysław Grabski wszedł w skład rządu Leopolda Skulskiego. Został ministrem skarbu. Od samego początku sprawowania tej funkcji musiał walczyć z wysokim wskaźnikiem inflacji. Próbował go obniżyć, postulując: 

...uporządkowanie gospodarki budżetowej. Wprowadził podział dochodów i wydatków państwa na zwyczajne i nadzwyczajne, forsując jednocześnie zasadę, że na pokrycie zwyczajnych wydatków wystarczyć muszą zwyczajne dochody. Licząc się z potrzebami toczącej się wojny, starał się o uzyskanie pożyczki zagranicznej. Planował reformę walutową opartą na pożyczce amerykańskiej i dochodach z eksportu drewna. Początkowe sukcesy tej pierwszej rundy walki Grabskiego z inflacją zniweczył rozwój wydarzeń na frontach latem 1920 roku.

Ponadto w styczniu 1920 r. przeprowadził w dawnej Galicji i części Królestwa przeprowadzono wymianę koron na marki polskie w relacji 1,43 korony za 1 markę polską. Według ludności było to niekorzystne. Grabski doprowadził do przyjęcia przez parlament ustaw o podatku dochodowym, podatku od spadków i darowizn, skrzynek depozytowych, kapitałów i rent, a także uporządkował dzielnicowe przepisy dotyczące podatków przemysłowego i gruntowego. W marcu 1920 r. uchwalono ustawy o monopolu loteryjnym oraz opracowanie projektu ustawy o monopolu tytoniowym.
Po rozpoczęciu kontrofensywy przez Armię Czerwoną podczas wojny polsko-bolszewickiej i wobec kolejnych postępów sił sowieckich, rząd Leopolda Skulskiego został zmuszony do podania się do dymisji 9 czerwca 1920.

### Pierwszy rząd Grabskiego

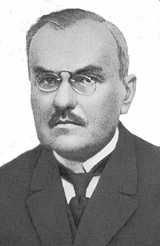
Władysław Grabski

Po rezygnacji Skulskiego, przez dwa tygodnie trwał kryzys rządowy. Najpierw spodziewano się, że szefem gabinetu zostanie Wincenty Witos, jednak wkrótce okazało się, że centrolewicowa koalicja, jaka miałaby powstać pod jego kierownictwem, nie posiadałaby wymaganej większości w Sejmie. Dodatkowo wśród ewentualnych koalicjantów doszło do sporu odnośnie do obsady poszczególnych resortów. Ze względu na te trudności, pojawiła się propozycja utworzenia rządu pozaparlamentarnego, skupiającego ekspertów niezwiązanych blisko z poszczególnymi ugrupowaniami politycznymi. Na szefa gabinetu wysunięto kandydaturę Władysława Grabskiego. Został on premierem 23 czerwca 1920.
30 czerwca 1920 Grabski wygłosił w Sejmie exposé, w którym szczególnie obszernie mówił o bezpartyjności gabinetu i jego składzie. Wśród szczególnie istotnych kwestii do rozwiązania, szef rządu wymienił reformę rolną i konieczność powołania banku emisyjnego. Z tego względu zapowiedział zgłoszenie trzech projektów ustaw – dotyczącej Banku Rolnego, wyasygnowaniu 1 mld marek na przeprowadzenie reformy i obligatoryjnym wykupie ziemi przez państwo na cele reformy. W związku z toczącymi się działaniami wojennymi i realnym niebezpieczeństwem ze strony Armii Czerwonej, Grabski zadecydował także o utworzeniu Rady Obrony Państwa.
Jeszcze przed dniem wygłoszenia exposé, 28 czerwca 1920, premier omawiał kierunki polityki swego rządu z marszałkiem sejmu Wojciechem Trąmpczyńskim. Podczas tego spotkania zarysowała się koncepcja powołania rządu obrony narodowej. Idea ta nie znalazła wsparcia wśród osób związanych z siłami prawicowymi i centrowymi, stanowiących trzon nowego rządu. Pojawiła się natomiast koncepcja ściślejszego komitetu obrony państwa. Nowy organ miał składać się z 12 członków (4 przedstawicieli Sejmu, 4 członków rządu i 4 reprezentantów Naczelnego Dowództwa). Projekt przedstawiono Naczelnikowi Państwa Józefowi Piłsudskiemu, który udzielił mu swego poparcia. Rada Ministrów przyjęła projekt odpowiedniej ustawy na posiedzeniu 29 czerwca. Dla uniknięcia przeciągających się dyskusji w Sejmie, postanowiono uprzedzić o przygotowywanym projekcie ugrupowania lewicowe. Następnego dnia w południe odbyło się spotkanie w prywatnym mieszkaniu marszałka Trąmpczyńskiego. Lewica poparła projekt, wnioskując o zwiększenie liczby przedstawicieli Sejmu do 8. Uzgodniony projekt przedstawiono na posiedzeniu Sejmu 30 czerwca. Uchwalenie ustawy na ten temat nastąpiło 1 lipca 1920 – lewica parlamentarna zgodziła się poprzeć utworzenie Rady Obrony Państwa, w zamian za zapewnienie, że gabinet Grabskiego będzie rządem tymczasowym, przejściowym. Ostatecznie w skład Rady weszli: Naczelnik Państwa, premier, marszałek Sejmu, 10 posłów, 3 przedstawiciele rządu i 3 przedstawiciele wojska.
6 lipca 1920 Grabski wyjechał na konferencję odbywającą się w Spa, w której udział brali przedstawiciele państw Ententy oraz m.in. Polski, Czechosłowacji i Niemiec. Dotyczyła ona niemieckich opóźnień w wykonywaniu postanowień traktatu wersalskiego – zwłoki w rozbrojeniu i spłatach reparacji wojennych. Podczas konferencji Grabski spotkał się m.in. z premierem Wielkiej Brytanii Davidem Lloydem George’em oraz szefem rządu francuskiego Alexandre’em Millerandem i złożył wniosek o pośrednictwo państw zachodnich w rokowaniach z bolszewikami. Okazało się, że przedstawiciele Ententy są skłonni wyrazić zgodę na udział w negocjacjach, w zamian za znaczne ustępstwa strony polskiej. 10 lipca premier Grabski zgodził się na wycofanie polskich wojsk na linię Curzona (określoną przez Radę Najwyższą Ententy 8 grudnia 1919) oraz przekazanie Wilna Litwie. Dodatkowo polski premier przystał na niekorzystne dla Polski decyzje w sprawie podziału Śląska Cieszyńskiego, Orawy, Spisza (planowany plebiscyt zastąpiono rozpatrzeniem sprawy przez Radę Ambasadorów) i kontroli nad Gdańskiem. Zgodził się także uznać Ukraińców za stronę negocjacji. Zgoda na te ustępstwa dawała Grabskiemu obietnicę wysłania do Warszawy misji wojskowo-dyplomatycznej Ententy i dostaw amunicji z Zachodu. Brytyjczycy zobowiązali się także, że doprowadzą do zatrzymania Armii Czerwonej na linii Curzona. W przeciwnym wypadku – obiecali przyjść z pomocą Polsce. Grabski opisał swój wyjazd na konferencję w wydanej później książce pt. Wspomnienia ze Spa.
Piłsudski był od początku przeciwny misji polskiego premiera, ponieważ w decyzjach aliantów nie widział żadnych zadowalających rozwiązań dla Polski. Udział Grabskiego w konferencji został w kraju odebrany jako klęska. Pomimo tego, 13 lipca Rada Obrony Państwa przyjęła i zatwierdziła ustalenia szefa rządu. Rząd radziecki odrzucił jednak 17 lipca pośrednictwo Wielkiej Brytanii. Wobec tego Grabski stwierdził, iż ustalenia ze Spa nie obowiązują strony polskiej, skoro bolszewicy ich nie zaakceptowali. Premier wygłosił jednak także oświadczenie, w którym stwierdził, iż wziął udział w konferencji z własnej inicjatywy, na własną odpowiedzialność, nie posiadając uprawnień do czynienia daleko idących ustępstw.
Władysław Grabski złożył dymisję swego rządu 24 lipca 1920. Na czele gabinetu zastąpił go Wincenty Witos, który stworzył rząd obrony narodowej. Grabski został w nim ministrem skarbu, będąc desygnowanym w jego skład przez Związek Ludowo-Narodowy. Stworzył wówczas Projekt programu polityki ekonomicznej i finansowej Polski po wojnie. W dokumencie tym postulował prowadzenie przez państwo polskie niezależnej polityki gospodarczej i stabilizację marki polskiej.
Jesienią 1920 minister podjął próbę pozyskania pożyczki z Francji. Swą funkcję sprawował do 24 listopada 1920, gdy ZLN podjął decyzję o wycofaniu Grabskiego ze składu gabinetu. W tym czasie polityk zaczął oddalać się od kręgów endeckich – miała na to wpływ m.in. różnica zdań odnośnie do utworzenia monopolu tytoniowego. Z ZLN Grabski zerwał ostatecznie po zabójstwie prezydenta Gabriela Narutowicza.
Od 1921 do 1922 Grabski był nadzwyczajnym komisarzem rządu do spraw repatriacji Polaków z Rosji Radzieckiej. Piastował także stanowisko dyrektora polsko-amerykańskiego Komitetu Pomocy Dzieciom.

### Minister skarbu w rządach Sikorskiego i Witosa
Od 1923 Władysław Grabski był profesorem zwyczajnym polityki ekonomicznej w Szkole Głównej Gospodarstwa Wiejskiego w Warszawie.
Po zamordowaniu Narutowicza i wyborze na prezydenta RP Stanisława Wojciechowskiego, premierem został Władysław Sikorski. Nowa głowa państwa zwołała do swej siedziby konferencję, w której brali udział wszyscy dotychczasowi ministrowie skarbu w kolejnych rządach. Celem spotkania miało być ustalenie zasad prowadzenia polityki skarbowej i walutowej. Efektem narady było wskazanie konieczności waloryzacji podatków oraz stworzenia planu uzdrowienia finansów państwa. Podjęto decyzję, iż dla realizacji tej misji odpowiednią osobą będzie Władysław Grabski. 13 stycznia 1923 zastąpił on na czele resortu skarbu Bolesława Markowskiego.

Plan sanacji skarbu państwa autorstwa Grabskiego zakładał wdrożenie reform skarbowej i walutowej. Ważnym elementem tych planów było osiągnięcie równowagi budżetowej, poprzez ograniczenie wydatków – zmniejszenie sum wydawanych na cele wojskowe oraz rezygnację z dotowania kolei (tj. podwyższenie taryf kolejowych). 

Przede wszystkim jednak Grabski zamierzał zwiększyć dochody poprzez waloryzację podatków. Dotychczas podatki były naliczane i następnie płacone według wartości nominalnej, co w warunkach inflacji zachęcało do opóźniania wpłat i powodowało, że budżet uzyskiwał zawsze realnie mniej, niż zakładano. Teraz podatki miały być liczone według złotego miernika, opartego na indeksie cen hurtowych. W praktyce zaczęto je liczyć we frankach szwajcarskich co przy okazji przesądzało o parytecie przyszłej polskiej waluty.

Polityk postulował wprowadzenie podatku majątkowego, z którego chciał pozyskać fundusze na pokrycie deficytu budżetowego (na ten cel miały spływać także pieniądze z niewielkiej inflacyjnej emisji pieniądza i pożyczek zagranicznych). Swe plany Grabski chciał zrealizować przez 3 lata. Po tym okresie miała wejść w życie reforma walutowa.
Gdy 26 maja 1923 upadł rząd premiera Sikorskiego, jego następca, Wincenty Witos zaproponował Grabskiemu zachowanie teki ministra skarbu w nowym gabinecie. Polityk postawił warunek, iż wejdzie w skład rządu, jeśli jego reformatorskie plany zostaną zaakceptowane. Tak też się stało i Grabski wszedł w skład gabinetu 28 maja 1923. Od samego początku musiał zmagać się z niekorzystnym kursem marki polskiej. Nie było to zadanie łatwe, zwłaszcza że był podejrzewany przez innych członków gabinetu o prowadzenie działalności obliczonej na osłabienie koalicji rządowej PSL „Piast”, ZLN i Polskiego Stronnictwa Chrześcijańskiej Demokracji. Współpraca z gabinetem Witosa nie układała się najlepiej – Grabskiemu nie podobał się np. fakt, że większość jego członków z lekceważeniem odnosiła się do prezydenta Wojciechowskiego, a Sejm nie kwapił się do zatwierdzania projektów ustaw przygotowanych przez ministra. Wobec takiego rozwoju wypadków, 30 czerwca 1923 Grabski przekazał Witosowi swą prośbę o udzielenie mu dymisji. Jego następcy na stanowisku ministra skarbu (Hubert Linde i Władysław Kucharski) próbowali kontynuować linię swego poprzednika, jednak czynili to nieudolnie. Efektem tego były inflacja na poziomie 360 proc. miesięcznie, niepokoje społeczne i upadek rządu. Jednakże część rozwiązań Grabskiego została przyjęta przez parlament. Były wśród nich ustawy o podatku przemysłowym, o podatku majątkowym oraz o zastosowaniu stałej jednostki do obliczania danin i kredytów. Dzięki temu kilka miesięcy później, gdy Grabski podejmował się w warunkach hiperinflacji reformy skarbowo-walutowej, mógł je wykorzystać w dziele naprawy skarbu.

### Drugi rząd Grabskiego

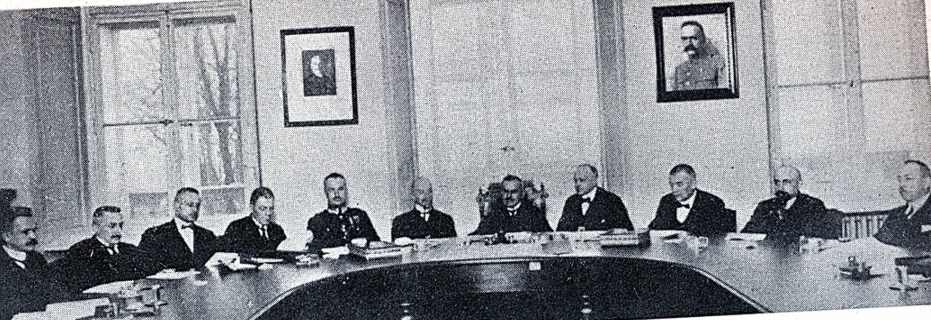
Drugi rząd Władysława Grabskiego

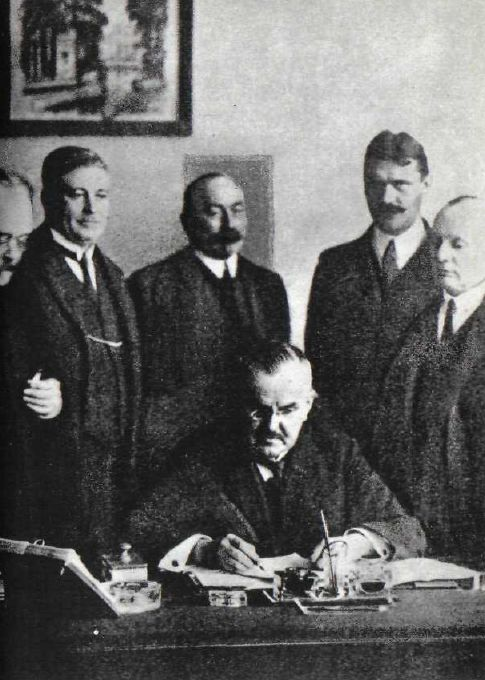
Premier Władysław Grabski wraz ze współpracownikami w 1925

17 grudnia 1923 prezydent Wojciechowski desygnował Władysława Grabskiego na premiera. W skład nowego gabinetu nie wszedł żaden minister, który był członkiem poprzedniego rządu – składał się on z osób niebędących czołowymi działaczami poszczególnych partii politycznych. Sam Grabski, poza teką premiera, zatrzymał sobie kierownictwo nad resortem skarbu. Pomimo faktu, że rząd był gabinetem pozaparlamentarnych fachowców, podczas kompletowania jego składu, Grabski wykonywał gesty wobec tak lewicy (Kazimierz Sosnkowski objął ministerstwo spraw wojskowych, a Ludwik Darowski – resort pracy i opieki społecznej), jak i prawicy (desygnowanie 19 stycznia 1924 na ministra spraw zagranicznych Maurycego Zamoyskiego na miejsce Karola Bertoniego). Jednocześnie premier bardzo często doprowadzał do rekonstrukcji swego pozaparlamentarnego gabinetu, pragnąc zapewnić mu poparcie poszczególnych partii politycznych, w zależności od biegu wydarzeń. Jednocześnie dbał o to, aby zachować równowagę wpływów różnych sił w swym rządzie. Maciej Rataj nazwał taką politykę równoważeniem lewicowca przez prawicowca. Sporą rolę odgrywał tutaj sekretarz generalny Komitetu Ekonomicznego Ministrów RP i zaufany współpracownik Grabskiego, Stanisław Kauzik: 

Kosztem drobnych koncesji, nie cofając się przed przekupstwem i presją, zjednywał poparcie dla rządu. Przykładem oczywistego szantażu było wyciszenie ataków Wojciecha Korfantego na rząd. Kauzik zagroził mu, że ujawni jego udział w nadużyciach Banku Śląskiego. Aczkolwiek Grabski nigdy osobiście w takie rozgrywki się nie angażował, działalność „sejmowa” Kauzika, siłą rzeczy, rzucała pewien cień na okres jego urzędowania.

20 grudnia 1923 Grabski wygłosił swoje exposé, w którym zobowiązał się do szybkiego zrównoważenia budżetu i przeprowadzenia reformy walutowej. Postulował także przyznanie rządowi na rok prawa wydawania dekretów z mocą ustawy. Grabski zapowiedział wniesienie projektu ustawy o pełnomocnictwach, przyznającej gabinetowi takie uprawnienia. W głosowaniu nad przyznaniem rządowi wotum zaufania, 194 posłów ugrupowań prawicowych i centrowych głosowało za, a 76 parlamentarzystów mniejszości narodowych, komunistów i wchodzących w skład Chłopskiego Stronnictwa Radykalnego – przeciw. Od głosu wstrzymała się większość posłów pozostałych partii lewicowych (174 osoby).

11 stycznia 1924 Sejm udzielił rządowi pełnomocnictw (Ustawa z dnia 11 stycznia 1924 r. o naprawie Skarbu Państwa i reformie walutowej), jednak tylko na pół roku. Przeciwko tej decyzji izby byli tylko komuniści i parlamentarzyści niektórych ugrupowań mniejszości narodowych. 

Od czasu gdy w pierwszej połowie 1923 Grabski przygotowywał sanację skarbu, w jego poglądach zaszły dwie zmiany. Wówczas planował równoważenie budżetu na trzy lata, ale wtedy jeszcze nie było hiperinflacji. Obecnie uznał, że reforma nie może trwać dłużej niż rok. Sejm skrócił jeszcze ten okres do 6 miesięcy i dobrze zrobił, bo zdynamizowało to reformy. Ponadto Grabski uważał poprzednio, że reformę walutową będzie można przeprowadzić dopiero po zrównoważeniu budżetu i usunięciu przyczyny inflacji. Teraz uznał, że nie można z nią czekać i obie reformy: skarbową i walutową, trzeba robić jednocześnie.

 Ustawa o pełnomocnictwach umożliwiała rządowi Grabskiego wnioskowanie do prezydenta RP o wydawanie rozporządzeń w sprawie podnoszenia podatków bezpośrednich i przyspieszania terminów ich płatności, zmian wysokości opłat celnych, wprowadzania oszczędności w gospodarce państwowej, zaciągnięcia pożyczki do wysokości 500 mln franków złotych, sprzedaży przedsiębiorstw państwowych, wprowadzenia nowego systemu monetarnego, powołania banku emisyjnego i innych.
Kolejnym posunięciem Grabskiego była rezygnacja 10 lutego 1924 ze współpracy z brytyjską komisją pod przewodnictwem Hiltona Younga (była to misja ekspertów finansowych zaproszonych przez poprzedni rząd, która zalecała ograniczenie wydatków na wojsko i osłabienie sojuszu Polski z Francją). Premier uznał jej działania, a zwłaszcza próby przekształcenia w stały organ doradczy przy władzach polskich, za grożące niebezpieczeństwem uzależnienia Polski od pomocy zagranicznej.
Reformę Skarbu Państwa rząd Grabskiego rozpoczął w oparciu o dwie ustawy – dotyczącą podatku majątkowego (sierpień 1923) i regulującą waloryzację podatków (grudzień 1924). Gabinet zadecydował o konieczności podwyższenia części podatków bezpośrednich i ustanowienia nowego podatku od nieruchomości. Planowano również przeprowadzić sprzedaż części majątku państwowego, ale także stworzenie nowych monopoli – spirytusowego, solnego i zapałczanego. W skład reformy skarbowej wchodziło także znaczne ograniczenie wydatków – m.in. zmniejszenie dotacji dla kolei, zwolnienie części urzędników państwowych. Cięcia próbowano wprowadzić także w samej administracji rządowej – Grabski postulował likwidację Ministerstwa Robót Publicznych (nie doszła ona do skutku) oraz ograniczenie wydatków na wojsko. W związku z tym drugim zamiarem, 17 lutego 1924 z funkcji ministra spraw wojskowych zrezygnował Kazimierz Sosnkowski. Jego miejsce zajął Władysław Sikorski, co oznaczało pogorszenie relacji gabinetu ze zwolennikami Józefa Piłsudskiego. Grabski próbował temu przeciwdziałać, podejmując decyzję o zastąpieniu Władysława Sołtana na stanowisku ministra spraw wewnętrznych Zygmuntem Hübnerem (zbliżonym do środowisk piłsudczykowskich). Dzięki tym posunięciom, rządowi udało się przekonać Sejm do przyjęcia ustawy budżetowej na 1924 (uchwalona 29 lipca 1924). Zakładała ona dochody państwa na poziomie 1432,8 mln zł i wydatki wynoszące 1592,2 mln zł. Grabski nie ujawnił, że zaplanował deficyt, chciał go jednak pokryć m.in. środkami pozabudżetowymi, emisją bilonu, pożyczkami wewnętrznymi i zagranicznymi (w 1925 prowadzono rozmowy na temat kredytu z Banca Comerciale Italiana). Informacje o brakach finansowych premier zachował dla siebie, obawiając się negatywnych nastrojów społecznych, które mogłyby uniemożliwić realizację jego zamierzeń.

Wraz z reformą skarbową, rząd Grabskiego realizował reformę walutową. Jak sam twierdził: 

Podstawą zdrowego rozwoju życia gospodarczego oraz siły finansowania państwa jest zdrowa i silna waluta. W celu jej stworzenia i zachowania całe społeczeństwo musi ponosić znaczne ofiary.

 Pierwszym etapem reformy było ustabilizowanie kursu marki polskiej i zdławienie hiperinflacji. Służyła temu interwencja giełdowa w wysokości 2,5 mln dolarów w styczniu 1924. Efektem tego była stabilizacja kursu marki na poziomie 9 mln za 1 dolara oraz wzrost zaufania obywateli do państwa – zaczęli oni odsprzedawać Polskiej Krajowej Kasie Pożyczkowej (PKKP) swe zasoby w obcych walutach, co pozwoliło na powiększenie zasobów dewizowych. Rozpoczęto także prace nad wprowadzeniem nowej waluty – w styczniu 1924 powołano komitet organizacyjny spółki akcyjnej Bank Polski (instytucji, która zgodnie z ustawą z 1919 miała być polskim bankiem centralnym i emitentem pieniądza), a 31 marca 1924 rozpoczęła się subskrypcja akcji tego podmiotu. Instytucja rozpoczęła działalność 28 kwietnia 1924. Kolejnym krokiem była emisja nowej waluty – złotego, która została podjęta przez Bank Polski 28 kwietnia 1924.
Grabski opowiadał się za ograniczaniem obecności państwa w gospodarce, ale jednocześnie wspierał rozwój państwowej bankowości. Według niego, banki prywatne miały skupiać się na sferze kredytów krótkoterminowych. W maju 1924 Grabski utworzył Bank Gospodarstwa Krajowego, powstały w wyniku połączenia Polskiego Banku Krajowego, Państwowego Banku Odbudowy i Zakładu Kredytowego Miast Małopolskich.
Wyniki wprowadzonych przez gabinet Grabskiego reform były o tyle zachęcające, że Sejm przyznał mu w czerwcu 1924 kolejne pełnomocnictwa (Ustawa z dnia 31 lipca 1924 r. o naprawie Skarbu Państwa i poprawie gospodarstwa społecznego). Szef rządu chciał początkowo przeprowadzić oszczędności w gospodarce państwa i samorządach oraz zwiększyć wysokość niektórych podatków. To jednak nie spodobało się części posłów i Grabski zmuszony był zmienić swoje plany. Przeciwko kolejnej ustawie o pełnomocnictwach głosowały ugrupowania mniejszości narodowych, komuniści i Polska Partia Socjalistyczna. W tym czasie premier zastanawiał się nad złożeniem rezygnacji, jednak ostatecznie stwierdził, iż jego plany nie zostały jeszcze w całości zrealizowane. Pomimo przyznania kolejnych pełnomocnictw, rząd nie miał wystarczająco stabilnego poparcia wśród ugrupowań reprezentowanych w Sejmie – narodowa demokracja zarzucała mu nadmierny fiskalizm, a PSL „Piast” było niezadowolone ze zbyt powolnych prac nad reformą rolną. W lipcu 1924 Polska Partia Socjalistyczna planowała wraz z PSL „Piast” obalenie gabinetu, co jednak nie doszło do skutku (ludowcy obawiali się zbytniego wzmocnienia pozycji Grabskiego, czym mogła skończyć się próba jego odwołania). Jednocześnie premier podjął działania, mające na celu zapewnienie rządowi szerszego poparcia wśród posłów – powołał swego brata Stanisława i prezesa PSL „Wyzwolenie” Stanisława Thugutta w skład tzw. Komisji Czterech, pracującej nad koncepcją polityki wobec mniejszości narodowych. Posunięcie to miało zapewnić rządowi mocniejsze poparcie tak prawicy, jak i lewicy parlamentarnej. Jednocześnie Grabski prowadził z Thuguttem tajne negocjacje na temat jego ewentualnego wejścia w skład gabinetu. Gdy fakt ten został ujawniony, polityk został oskarżony przez swych kolegów partyjnych z PSL „Wyzwolenie” o prowadzenie rozmów bez powiadomienia o tym kierownictwa partii. Efektem tego były odejście Thugutta z ugrupowania, jak również dymisja ministra spraw zagranicznych Maurycego Zamoyskiego. Jego miejsce zajął Aleksander Skrzyński (popierany przez lewicę i piłsudczyków). Grabski zastąpił także dotychczasowego ministra reform rolnych z PSL „Piast” Zdzisława Ludkiewicza wskazanym przez PSL „Wyzwolenie” Wiesławem Kopczyńskim, czego skutkiem było dalsze zbliżenie rządu do lewicy parlamentarnej.
Za zasługi dla państwa 12 kwietnia 1924 Władysław Grabski został odznaczony Wielką Wstęgą Orderu Orła Białego.
Stabilizacji waluty towarzyszyły zwiększenie bezrobocia i strajki (były one odpowiedzią związków zawodowych na wprowadzenie przez rząd 10-godzinnego dnia pracy w hutnictwie na Górnym Śląsku). W wyniku nieurodzaju w 1924 zwiększył się import żywności, co doprowadziło do odpływu dewiz i osłabienia złotego. Pomimo tego, Sejm zaplanował w budżecie wysokie wydatki, a Bank Polski udzielał sporych kredytów. Taka sytuacja zaniepokoiła Grabskiego, który usiłował przekonać izbę, aby zmieniła swą politykę w tej sferze. Odpowiedzią była ostra krytyka postępowania rządu, wygłoszona na posiedzeniu Sejmu 22 października przez jednego z liderów endecji, Stanisława Głąbińskiego. Wobec takiego rozwoju wypadków, Grabski postanowił złożyć wniosek o udzielenie wotum zaufania gabinetowi przez Sejm. Izba zagłosowała za przyjęciem wniosku, co oznaczało dalsze zbliżenie rządu do lewicy. Wyrazem tego było wejście do niego Stanisława Thugutta, który 17 listopada 1924 objął stanowisko wicepremiera. Jako przeciwwagę dla tej nominacji, Grabski wprowadził do rządu Cyryla Ratajskiego, który został ministrem spraw wewnętrznych na miejsce Zygmunta Hübnera. Tego samego dnia Franciszek Sokal został nowym ministrem pracy i opieki społecznej (w miejsce Ludwika Darowskiego, który utracił poparcie wśród lewicy), a Antoni Żychliński objął tekę ministra sprawiedliwości po Włodzimierzu Wyganowskim.
Thugutt miał w rządzie Grabskiego zająć się kwestią polityki gabinetu wobec mniejszości narodowych. Nie otrzymał jednak ściśle określonych kompetencji dla realizacji postawionych przed nim zadań (konstytucja nie przewidywała stanowiska wicepremiera). Z tego powodu polityk chciał na początku 1925 podać się do dymisji. Premierowi jednak udało się przekonać ministra, aby zmienił swą decyzję i objął stanowisko przewodniczącego mającego powstać Komitetu Ministrów ds. Województw Wschodnich. Ostatecznie jednak powołano tylko Sekcję Komitetu Politycznego Rady Ministrów ds. Mniejszości, której kierownictwo powierzono co prawda Thuguttowi, ale w jej składzie przewagę posiadali prawicowi antagoniści polityka. Największym przeciwnikiem byłego prezesa PSL „Wyzwolenie” był Cyryl Ratajski. Ostry konflikt pomiędzy nimi doprowadził do dymisji obu ministrów odpowiednio 29 maja i 14 czerwca 1925 (Ratajskiego zastąpił Władysław Raczkiewicz).
Kolejne zmiany na stanowiskach ministerialnych, jakie nastąpiły w 1924 i 1925, nie były już podyktowane dążeniem premiera do poszerzenia bazy poparcia dla gabinetu. Grabski stopniowo przekonywał się, że jego rząd pozostanie pozaparlamentarny i nie będzie w stanie zapewnić sobie stabilnego poparcia określonych sił politycznych. 11 grudnia 1924 Jan Zawidzki został kierownikiem resortu wyznań religijnych i oświecenia publicznego po Bolesławie Miklaszewskim, a 25 marca 1925 na czele tego ministerstwa stanął Stanisław Grabski. 25 kwietnia 1925 Józef Radwan objął stanowisko kierownika resortu reform rolnych (po Wiesławie Kopczyńskim), a 16 maja 1925 Czesław Klarner został nowym ministrem przemysłu i handlu (po Józefie Kiedroniu). Kolejną zmianą było objęcie przez Czesława Klarnera teki ministra skarbu (13 listopada 1925, przedtem posiadał ją premier).
10 lutego 1925 rząd Władysława Grabskiego podpisał ze Stolicą Apostolską konkordat. Kościół katolicki uzyskał niemal całkowitą swobodę w obsadzie i nominacjach godności kościelnych – tylko w nielicznych przypadkach państwo miało prawo weta. Grabski nie zgodził się jednak np. na ustanowienie katolicyzmu religią państwową w Polsce czy obowiązywanie reguł prawa kanonicznego w sferze rozwodów. W lecie gabinet zawarł także ugodę z przedstawicielami mniejszości żydowskiej w Polsce, dotyczącej m.in. kwestii szkolnictwa. Dzięki temu rząd Grabskiego uzyskał poparcie sejmowego Koła Żydowskiego. Gabinet tego premiera wypracował także projekt reformy rolnej, przyjętej jednak już po jego upadku, 28 grudnia 1925.
Na początku 1925 okazało się, że ściąganie podatku majątkowego nie było możliwe w takim stopniu, jak planowano. W 1924 uzyskano w ten sposób 187,9 mln zł (planowano 330 mln zł). Wpływało to niekorzystnie na równowagę budżetową. Pomimo wcześniejszych deklaracji, Grabski postanowił szukać funduszy u zagranicznych pożyczkodawców. Udało mu się uzyskać 12 mln dolarów z Włoch (marzec 1924, pod zastaw monopolu tytoniowego) oraz 6 mln dolarów od szwedzkiego koncernu należącego do Ivara Kreugera (pod zastaw monopolu zapałczanego). Grabski prowadził także negocjacje z amerykańskim Bank Dillon Read & Co. z Nowego Jorku. Ustalono, iż Polska zaciągnie pożyczkę w wysokości 50 mln dolarów. Rząd otrzymał pierwszą transzę – 35 mln dolarów, później jednak Amerykanie wycofali się z rozmów z gabinetem Grabskiego. Kolejnym problemem premiera była wojna celna z Niemcami, która rozpoczęła się po wygaśnięciu klauzuli najwyższego uprzywilejowania w stosunkach handlowych Republiki Weimarskiej z państwami Ententy.
Ze względu na niestabilny kurs złotego, 25 lipca 1925 Bank Polski zawiesił wymienialność złotówek na inne waluty oraz skup złotych poza granicami kraju. Doprowadziło to do problemów z importem (zagraniczne firmy sprowadzające towary do Polski nie mogły wymienić polskiej waluty, którą otrzymały od polskich partnerów) oraz załamania kursu złotego, które nastąpiło 28 lipca. Bank Polski wprowadził ograniczenia odnośnie do udzielania kredytów, co odbiło się na sytuacji banków prywatnych i zapoczątkowało kryzys bankowy (3 września 1925). Kolejne banki zawieszały wypłaty (najpierw Bank dla Handlu i Przemysłu w Warszawie, później Polski Bank Handlowy z Poznania, a potem także instytucje finansowe ze Lwowa i Krakowa), prosząc jednocześnie premiera Grabskiego o interwencję i wpłynięcie na Bank Polski aby udzielił on im pomocy. Ostatecznie to zadanie wziął na siebie rząd, który utworzył 21 września 1925 Fundusz Pomocy Instytucjom Kredytowym, dysponujący 60 mln zł. FPIK był jednak w stanie wspomóc jedynie niektórym bankom, inne upadły. Te problemy wpłynęły na osłabienie pozycji Grabskiego, który 6 października 1925 wygłosił przemówienie przed Sejmem, w którym zaproponował przyjęcie kolejnych ustaw mających przeciwdziałać kryzysowi. Zaraz potem PSL „Wyzwolenie” zgłosiło wniosek o wotum nieufności wobec rządu. Nie został on jednak przyjęty stosunkiem głosów – 153 „za”, przy 182 „przeciw” (na korzyść gabinetu zagłosowali posłowie Polskiego Stronnictwa Chrześcijańskiej Demokracji).

W tym czasie trwał spór Grabskiego z prezesem Banku Polskiego Stanisławem Karpińskim. 11 września 1925 premier zażądał dokonania przez instytucję interwencji giełdowej. Szef Banku Polskiego odmówił, wskazując na niecelowość takiego posunięcia. Ze względu na tę sytuację, Władysław Grabski podał swój rząd do dymisji 13 listopada 1925. 

Grabski odszedł rozgoryczony. W momencie jego dymisji mogło się wydawać, że całe dzieło stabilizacji legło w gruzach. Bezpośrednio po upadku rządu był ostro krytykowany. W kręgach publicystów związanych z PSL „Piast” powstało określenie „grabszczyzna”, które miało wybitnie pejoratywne znaczenie.

 Sam Grabski uważał, że obaliła go podwójna opozycja – w Sejmie i w Banku Polskim. Jędrzej Moraczewski wskazywał natomiast, że powodem odejścia premiera było postępowanie Centralnego Związku Polskiego Przemysłu, Górnictwa, Handlu i Finansów (Lewiatana), który dążył do przerzucenia kosztów reform rządu na robotników (przy pomocy wydłużenia dnia roboczego i dążenia do ograniczenia ustawodawstwa socjalnego oraz obniżania zarobków zatrudnionych w przemyśle). Postępowanie takie napotykało na sprzeciw związków zawodowych i partii lewicowych. Na ich poparcie liczył Grabski, który w takiej sytuacji zdecydował się na złożenie rezygnacji.

## Poza polityką

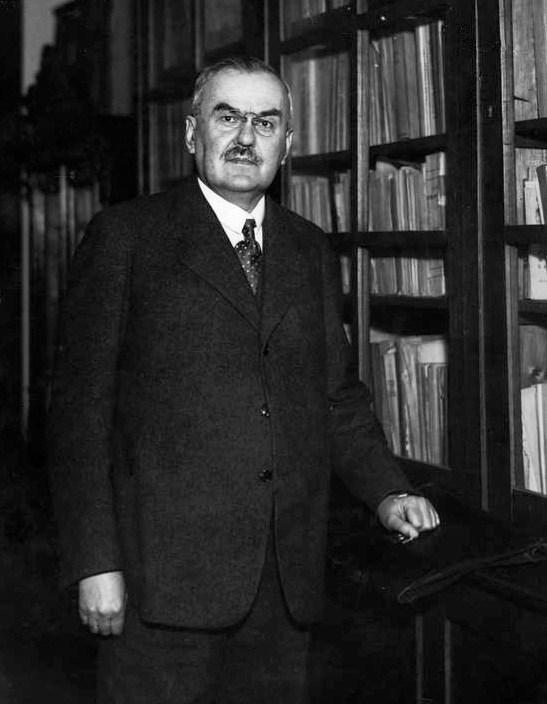
Władysław Grabski jako rektor SGGW, 1933

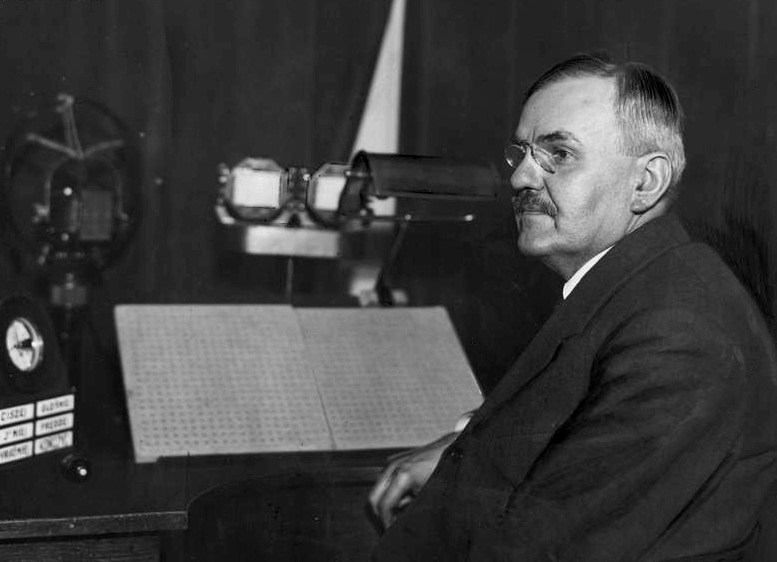
Władysław Grabski jako rektor SGGW, 1931

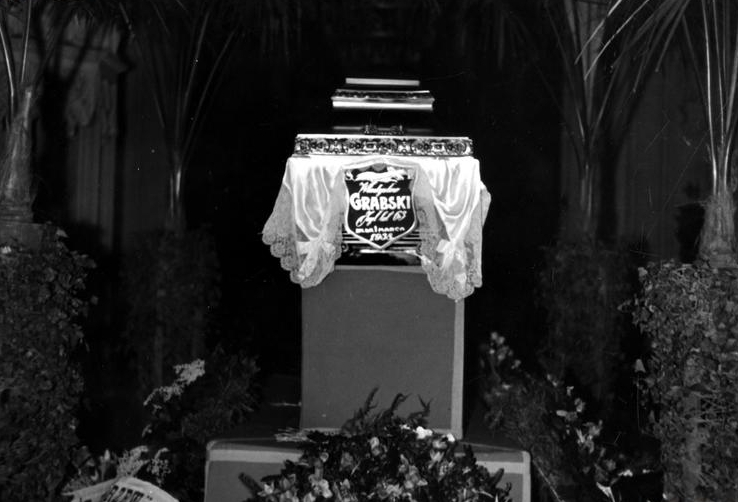
Trumna Grabskiego podczas pogrzebu byłego premiera, 4 marca 1938

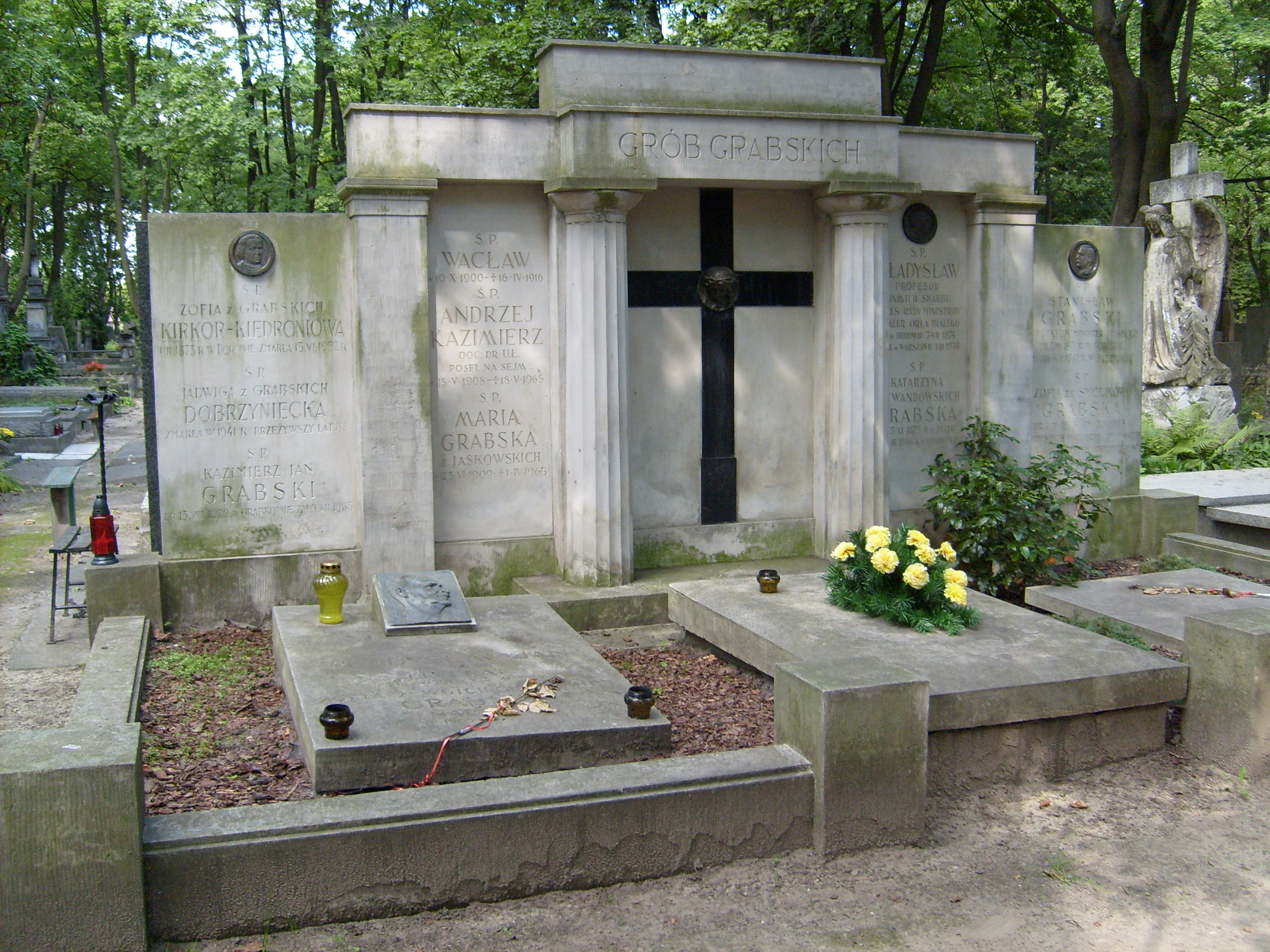
Grobowiec rodzinny Władysława Grabskiego przed renowacją

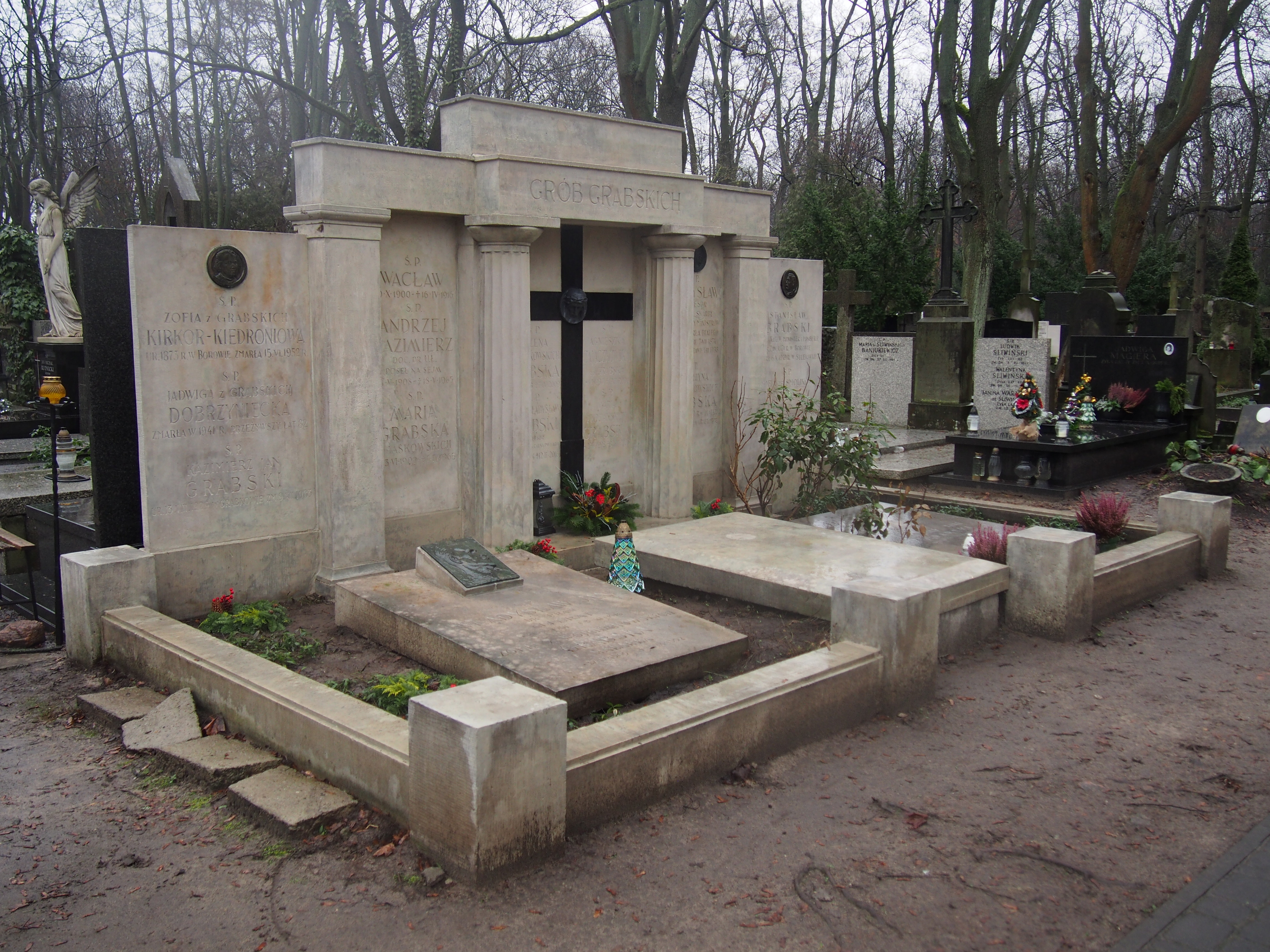
Grobowiec rodzinny Władysława Grabskiego po renowacji (2023)

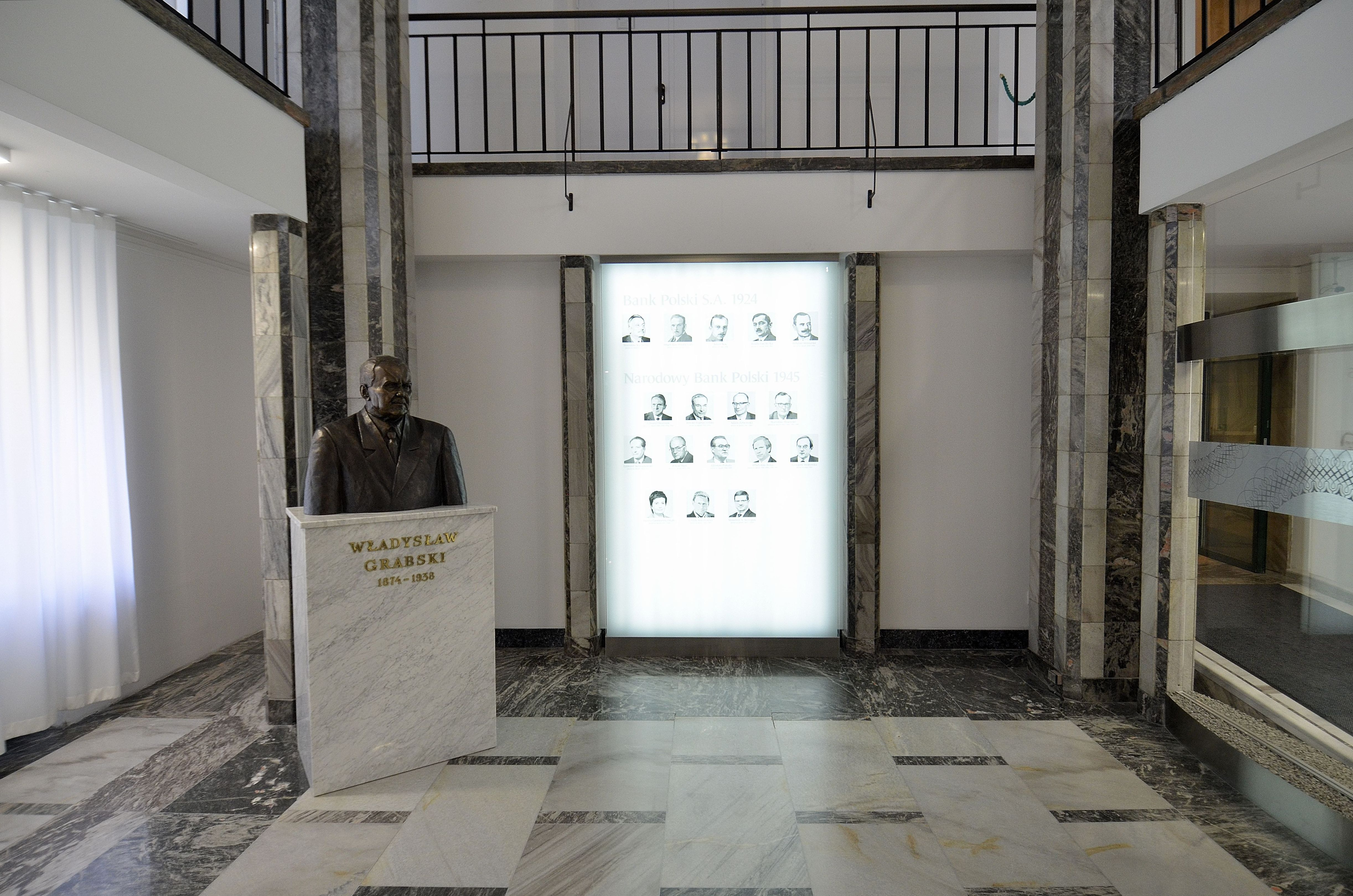
Popiersie Władysława Grabskiego w holu głównym gmachu centrali Banku przy Świętokrzyskiej 11/21 w Warszawie

Po złożeniu rezygnacji, Władysław Grabski wycofał się z życia politycznego. Pomimo tego prezydent Wojciechowski w maju 1926 chciał zaproponować mu powierzenie misji utworzenia rządu. Pomysłowi temu sprzeciwił się jednak Józef Piłsudski.
Wiosną 1926 Grabski w broszurze pt. Jak zażegnać największe niebezpieczeństwo postulował polityczne „zawieszenie broni”, które jego zdaniem miało doprowadzić do rozwiązania ostrych konfliktów społecznych i kryzysu politycznego. Proponował rozwiązanie parlamentu na 2 lata, utworzenie 22–24-osobowej Rady Ustawodawczej, wejście do rządu liderów skłóconych grup politycznych (Józef Piłsudski, Roman Dmowski, Wincenty Witos) oraz hipoteczne zabezpieczenie podatku majątkowego. Propozycje te nie doczekały się realizacji.
W 1926 wydał zbiór swych artykułów pt. O własnych siłach, w którym zawarł swą opinię odnośnie do finansów państwa polskiego. Rok później polityk napisał książkę Dwa lata pracy w u podstaw państwowości naszej (1924–1925). W pozycji opisał swą działalność na stanowisku szefa rządu oraz przeprowadzone reformy.
Dalsze lata życia Władysława Grabskiego to poświęcenie się pracy naukowej na SGGW w Warszawie. Na uczelni tej utworzył zakład Polityki Ekonomicznej na Wydziale Leśnym. Zorganizował również Sekcję Agronomii Społecznej. W okresie od 1926 do 1928 był rektorem SGGW, a w latach 1928–1929 jej prorektorem. Kierował i był członkiem wielu towarzystw naukowych, był prezesem Towarzystwa Ekonomistów i Statystyków Polskich (w latach 1928–1934, w okresie 1934–1938 był również honorowym prezesem tej organizacji).
W 1930 ukazała się kolejna książka Grabskiego pt. Wieś i folwark. Drobne i duże gospodarstwa rolne ze stanowiska ekonomicznego, w której opisywał zalety polskich gospodarstw wiejskich.

W 1935 opublikował książkę pt. Idea Polski. Pozycja poświęcona była postaci Józefa Piłsudskiego oraz polityce poszczególnych grup i stronnictw: 

Została w niej nakreślona panorama głównych nurtów politycznych oraz ich wizji Polski. Praca zaczynała się od wnikliwej i wyważonej oceny roli, jaką Piłsudski odegrał w dziejach Polski. Następnie omówione zostały koncepcje obozu piłsudczykowskiego, ruchu konserwatywnego, ludowego i nacjonalistycznego. Grabski ostatecznie optował za państwowościową wizją Polski, którą jednak należało uwolnić z okowów narzuconych przez piłsudczyków. Książka Grabskiego stanowiła ważną pozycję w dziejach polskiej myśli politycznej lat trzydziestych.

 W tym samym roku opublikował także Historię wsi w Polsce, składającą się z zapisu cyklu wykładów Grabskiego, wygłoszonych na Uniwersytecie Warszawskim w latach 1921–1922 i na SGGW. Książka zawierała opis rozwoju agrarnego na ziemiach polskich w porównaniu z sytuacją w Europie Zachodniej.

Podczas kryzysu trwającego w latach 1929–1935 Władysław Grabski wielokrotnie wypowiadał się na temat bieżącej sytuacji gospodarczej: 

oceniał pozytywnie czteroletni plan inwestycyjny wicepremiera Eugeniusza Kwiatkowskiego, przy czym sam zajmował się planowością w inwestycjach wiejskich, postulując koncentrowanie ich w rejonach gdzie mogą przynieść duże korzyści dzięki istnieniu chłonnych rynków zbytu na produkty rolne.

W 1936 z inicjatywy Grabskiego Rada Wydziału Rolniczego SGGW podjęła decyzję o utworzeniu Instytutu Socjologii Wsi, który wydawał Roczniki Socjologii Wsi. Pod koniec życia polityk był aktywnym członkiem wielu organizacji: komitetu redakcyjnego Ekonomisty i Encyklopedii Nauk Politycznych (odpowiadał za dział dotyczący polityki agrarnej), Towarzystwa Naukowego Warszawskiego, Instytutu Społecznego, Towarzystwa Badania Zagadnień Międzynarodowych oraz Czechosłowackiej Akademii Rolniczej w Pradze. Był prezesem rady nadzorczej Państwowego Instytut Wsi, prezesem rady naukowej Państwowego Instytutu Kultury Wsi, pierwszym polskim członkiem Międzynarodowego Towarzystwa Statystyków, prezesem Towarzystwa Nauczycieli Szkół Średnich i Wyższych. Brał także udział w pracach rady naukowej Międzynarodowego Instytutu Rolniczego w Rzymie.
Był autorem około 150 prac, poruszających zagadnienia ze sfery ekonomii, bankowości, nauk politycznych, agronomii społecznej, historii i socjologii wsi.
Materiały archiwalne Władysława Grabskiego znajdują się w PAN Archiwum w Warszawie pod sygnaturą III-9.
Władysław Grabski zmarł na raka jamy brzusznej w nocy 1 marca 1938 w Warszawie. Żałobną mszę celebrował kardynał Aleksander Kakowski w katedrze św. Jana. Pochowano go 4 marca w rodzinnym grobowcu na Powązkach (kwatera 89-3/4-30/31).

## Rodzina
Władysław Grabski miał brata i dwie siostry: Stanisław (1871–1949) był politykiem, siostra Zofia Kirkor-Kiedroniowa (1872–1952) działaczką społeczną (jej drugi mąż – Józef Kiedroń był politykiem okresu II RP), a siostra Halina Brzezińska – żoną krakowskiego profesora Józefa Brzezińskiego.
W 1902 ożenił się z Katarzyną Lewandowską (ur. 25 listopada 1879, zm. 9 marca 1946), przybraną córką Stanisława Lewandowskiego i Antoniny z Konowalskich. Związek ten był mezaliansem (Katarzyna Lewandowska pracowała u matki Grabskiego jako lektorka) i został zawarty wbrew opinii rodziny polityka. Dwóch synów polityka było dziećmi nieślubnymi – na znak protestu wobec takiej sytuacji, matka Grabskiego opuściła Borów wiosną 1903 i zamieszkała u swej najmłodszej córki Haliny Brzezińskiej w Krakowie. Później przeniosła się do Prądnika Czerwonego na przedmieściach Krakowa. Władysław Grabski pogodził się z matką dopiero tuż przed wybuchem I wojny światowej.
Władysław Grabski miał czterech synów:
- Wacława (ur. 10 października 1900, zm. 16 kwietnia 1916),
- Władysława Jana (ur. 21 października 1901, zm. 3 listopada 1970; był on ojcem Macieja Władysława Grabskiego i dziadkiem Małgorzaty Kidawy-Błońskiej),
- Zdzisława (ur. 7 lipca 1905, zm. 20 stycznia 1973), był on ojcem Elżbiety Grabskiej-Wallis.
- Andrzeja Kazimierza (ur. 15 maja 1908, zm. 18 maja 1965; był on ojcem Andrzeja Feliksa Grabskiego).

Większość członków rodziny Grabskich pochowana jest na warszawskich Powązkach.

### Wywód genealogiczny
| Andrzej Rafał Grabski (1787–1878) | Andrzej Rafał Grabski (1787–1878) |                            |                            | Magdalena Gajewska (ur. ?, zm. ?) | Magdalena Gajewska (ur. ?, zm. ?) |  |  | Julian Seweryn Mittelstaedt (1811–1870) | Julian Seweryn Mittelstaedt (1811–1870) |                                     |                                     | Józefata Wyssogata-Zakrzewska (ur. ?, zm. ?) | Józefata Wyssogata-Zakrzewska (ur. ?, zm. ?) |
|                                   |                                   |                            |                            |                                   |                                   |  |  |                                         |                                         |                                     |                                     |                                              |                                              |
|                                   |                                   |                            |                            |                                   |                                   |  |  |                                         |                                         |                                     |                                     |                                              |                                              |
|                                   |                                   | Feliks Grabski (1829–1897) | Feliks Grabski (1829–1897) |                                   |                                   |  |  |                                         |                                         | Stanisława Mittelstaedt (1845–1918) | Stanisława Mittelstaedt (1845–1918) |                                              |                                              |
|                                   |                                   |                            |                            |                                   |                                   |  |  |                                         |                                         |                                     |                                     |                                              |                                              |
|                                   |                                   |                            |                            |                                   |                                   |  |  |                                         |                                         |                                     |                                     |                                              |                                              |
|                                   |                                   |                            |                            |                                   |                                   |  |  |                                         |                                         |                                     |                                     |                                              |                                              |

|  |  |  |  | Władysław Dominik Grabski ur. 7 lipca 1874, zm. 1 marca 1938 |

## Upamiętnienie
24 lutego 2003 Senat SGGW zwrócił się do ówczesnego marszałka Sejmu RP Marka Borowskiego oraz do przewodniczących wszystkich klubów i kół poselskich o ustanowienie roku 2004 Rokiem Władysława Grabskiego. W uchwale władz uczelni można przeczytać: 

Wybitny Polak Profesor Władysław Grabski, dostępując tego publicznego, zasłużonego wyróżnienia, raz jeszcze może oddać usługi naszemu Krajowi. Przykładem niezwykłego życia, postawy służby i pasji działania na rzecz dobra wspólnego, wielkością osiągnięć, może dla nas współczesnych stanowić źródło inspiracji w dążeniu do tego, co najszlachetniejsze w życiu publicznym. Był On bowiem wybitnym mężem stanu, działaczem społecznym i uczonym oraz człowiekiem wielkiego serca i umysłu, jednym z kilku najwybitniejszych Polaków okresu przedwojennego.

 Do prośby tej przyłączył się historyk prof. Marian Drozdowski, który wystosował w tej sprawie memorandum do izby niższej parlamentu.

19 września 2003 Sejm przyjął uchwałę, w której stwierdzono, iż: 

Z okazji zbliżającej się 130. rocznicy urodzin Władysława Grabskiego Sejm Rzeczypospolitej Polskiej – pragnąc uczcić pamięć i podkreślić zasługi dla Ojczyzny wielkiego Polaka, wybitnego męża stanu, działacza społecznego i uczonego, człowieka wielkiego serca i umysłu, dwukrotnego premiera – ogłasza rok 2004 rokiem Władysława Grabskiego.

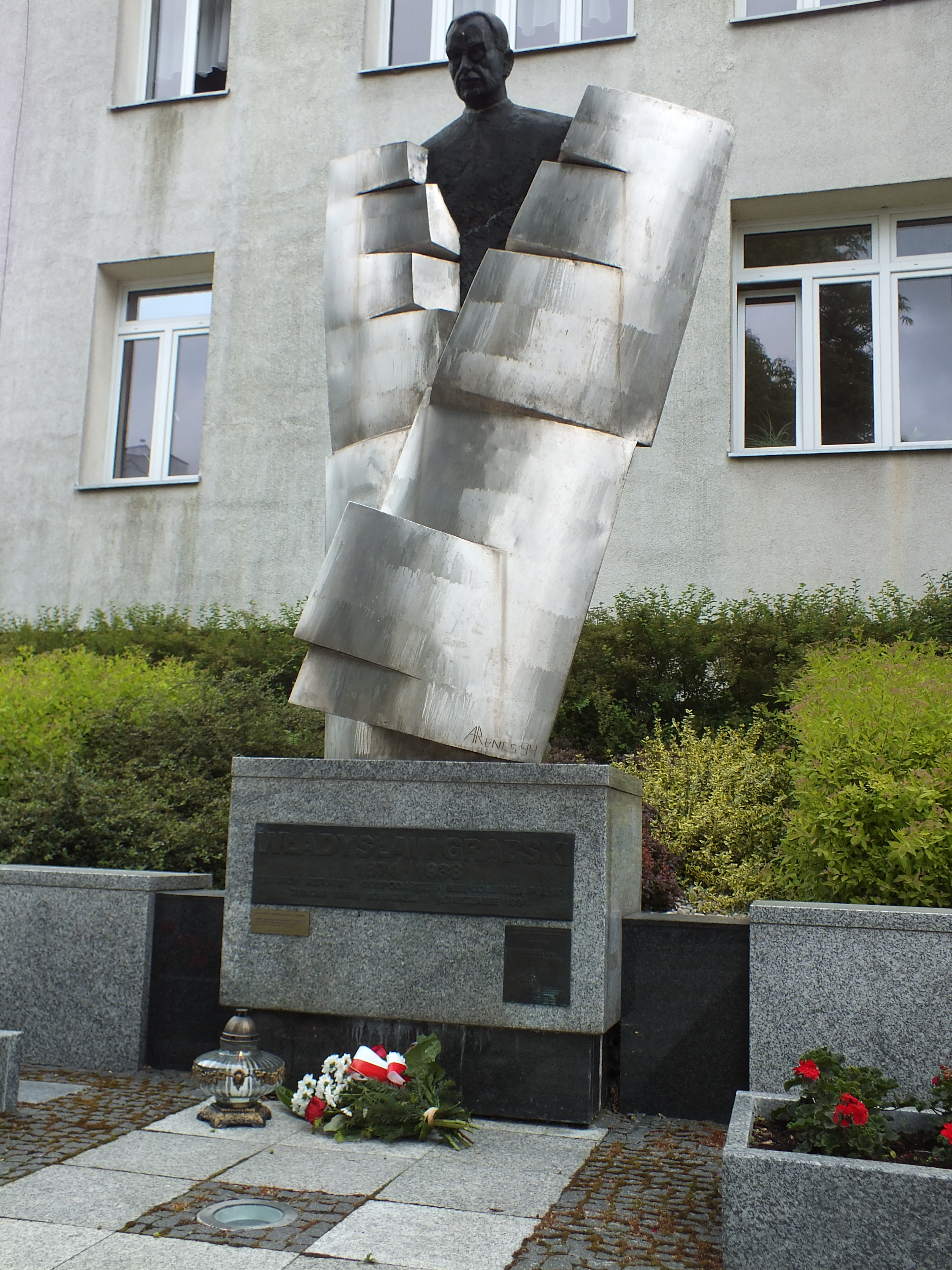
Pomnik Grabskiego, patrona ZSP nr 4 w Łowiczu przed gmachem szkoły

26 maja 2004, z okazji 130. rocznicy urodzin polityka, rada powiatu łowickiego podjęła uchwałę w sprawie ustanowienia medalu im. Władysława Grabskiego „Za Zasługi Dla Ziemi Łowickiej” oraz powołania Kapituły Medalu. Jest on przyznawany osobom i podmiotom szczególnie zasłużonym dla rozwoju lokalnej społeczności w kilku sferach: działalności samorządowej, społecznej, edukacyjno-kulturalnej i gospodarczej. Zgodnie z załącznikiem do uchwały, awers medalu ma umieszczoną w polu centralnym podobiznę Władysława Grabskiego. 18 czerwca 2003 r. uchwałą Rady Powiatu Łowickiego Zespół Szkół Ponadgimnazjalnych nr 4 w Łowiczu otrzymał imię Władysława Grabskiego. 30 marca 2004 r. w ramach obchodów roku 2004 – ustanowionego przez Sejm Rzeczypospolitej Polskiej – rokiem Władysława Grabskiego, odbyła się uroczystość nadania Zespołowi Szkół Ponadgimnazjalnych nr 4 w Łowiczu imienia Władysława Grabskiego i wręczenia mu nowego sztandaru.
Od 2002 Narodowy Bank Polski przyznaje corocznie nagrodę im. Władysława Grabskiego dla najlepszych dziennikarzy ekonomicznych.
Portret Władysława Grabskiego został umieszczony na srebrnej monecie kolekcjonerskiej o nominale 10 zł wyemitowanej 21 marca 2004 w serii „Dzieje złotego, 1 złoty 1924” oraz na srebrnej monecie o nominale 10 zł wyemitowanej 30 marca 2009 z okazji 180. rocznicy założenia pierwszego banku centralnego w Polsce. Ponadto w 2022 r. Narodowy Bank Polski wydał upamiętniającą Władysława Grabskiego srebrną monetę kolekcjonerską o nominale 10 złotych należącą do serii „Wielcy polscy ekonomiści”.
Z okazji 130. rocznicy urodzin Grabskiego, 7 lipca 2004 w Borowie odsłonięto pomnik polityka, autorstwa prof. Mariana Koniecznego.
W lipcu 2006 otwarto Bibliotekę Główną SGGW, noszącą imię Władysława Grabskiego. Przed gmachem stanął pomnik patrona obiektu. Funkcjonuje też Fundacja Centrum im. Władysława Grabskiego (Centrum Grabskiego) w Krakowie.
W 2022 roku z inicjatywy premiera Mateusza Morawieckiego, Fundacja „Stare Powązki” w ramach projektu odrestaurowywania grobów ministrów II RP, odnowiła grobowiec Władysława Grabskiego.
30 stycznia 2024 do obiegu wszedł znaczek pocztowy o nominale 3,90, na którym przedstawiono postać Władysława Grabskiego i awers monety wprowadzonej jego reformą walutową. Autorem projektu jest Jarosław Ochendzan.

## Okresy sprawowania urzędów

### Premier
- 23 VI – 24 VII 1920
- 19 XII 1923 – 13 XI 1925
- p.o. 13–20 XI 1925[86]

### Minister Skarbu
- 13 XII 1919 – 9 VI 1920
- p.o. 9–23 VI 1920
- 23 VI – 24 VII 1920
- 24 VII – 25 XI 1920
- 13 I – 26 V 1923
- p.o. 26–28 V 1923
- 28 V – 1 VII 1923
- 19 XII 1923 – 13 XI 1925
- p.o. 13–20 XI 1925

## Władysław Grabski w filmie
Postać Władysława Grabskiego występuje w polskim filmie historycznym 1920 Bitwa warszawska w reżyserii Jerzego Hoffmana. W tę rolę wcielił się Michał Żebrowski.

## Odznaczenia
- Order Orła Białego (12 kwietnia 1924)[87]
- Krzyż Wielki Orderu Korony (Rumunia)[88]
- Krzyż Wielki Orderu Oranje-Nassau (Holandia)[88]
- Krzyż Wielki Orderu Św. Maurycego i Łazarza (Włochy)[88]
- Krzyż Wielki Orderu Lwa Białego (Czechosłowacja)[88]
- Krzyż Wielki Orderu Piusa IX (Watykan)[88]
- Krzyż Wielki Orderu Krzyża Wolności (Estonia)[88]

## Publikacje
- Bilans Królestwa Polskiego w finansach państwa rosyjskiego, Warszawa 1909.
- Cel i zadania polityki agrarnej w Polsce, Warszawa 1918.
- Ceny zboża, włościanie, polityka rolna, Warszawa 1924.
- Ciężary samorządu w Królestwie Polskim, Warszawa 1908.
- Depresja i ożywienie, Warszawa 1934.
- Dokumenty i materiały w sprawie zapałczanej, Warszawa 1926.
- Dokumenty poselskie, Warszawa 1907.
- Dwa programy. Replika w sprawie pożyczki zapałczanej, Warszawa 1927.
- Ekonomia rolnicza gospodarstw mniejszych, Warszawa 1910, wyd. II rozszerzone.
- Historia Towarzystwa Rolniczego, t. I, II, Warszawa 1904.
- Historia wsi w Polsce, Warszawa 1929.
- Idea Polski, wyd. I i II, Warszawa 1935; wyd. III, Warszawa 1998.
- Inwestycje rolnicze, Warszawa 1939.
- Koło Polskie. Sprawa agrarna i ruch wolnościowy w Rosji, Warszawa 1907.
- Koło Polskie w II Izbie Państwowej Rosyjskiej wobec potrzeby naszego ludu wiejskiego. Sprawozdanie, Warszawa 1907.
- Komasacja i praca kulturalna na wsi, Warszawa 1912.
- Konkurs na życiorys społecznego działacza wiejskiego, Warszawa 1935.
- Kryzys rolniczy, Warszawa 1929.
- Kryzysy rolnicze światowe i kryzys w Polsce, Warszawa 1930.
- Kultura wsi polskiej i nauczanie powszechne, Warszawa 1929.
- Materiały w sprawie włościańskiej, t. III, Warszawa 1907–1919.
- Memoriał złożony Komisji Budżetowej Izby Państwowej w sprawie wydatków Skarbu Państwa na Kościół i duchowieństwo rzymskokatolickie, Warszawa 1911.
- Nauczyciele a kultura gospodarcza narodu, Warszawa 1931.
- Nowy budżet po reformie walutowej. Przemówienia Prezesa Rady Ministrów, Warszawa 1924.
- O nauczaniu powszechnym i nauczaniu szkół ludowych, Warszawa 1913.
- O potrzebie napisania historii rozwoju nauki o społecznym gospodarstwie agrarnym wśród narodów słowiańskich, Warszawa 1933.
- O własnych siłach. Zbiór artykułów na czasie, Warszawa 1926.
- Po sanacji skarbu, sanacji życia gospodarczego. Przemówienie p. Prezesa Rady Ministrów, Warszawa 1925.
- Pracownik społeczny jako pracownik oświatowy, Warszawa 1930.
- Program ministra skarbu na tle mowy ministra skarbu W. Grabskiego, wygłoszonej na posiedzeniu Sejmu Ustawodawczego 27 lutego 1920 r., Warszawa 1920.
- Program walki z kryzysem gospodarczym w Polsce. Mowa p. Prezesa Rady Ministrów, Warszawa 1925.
- Projekt programu polityki ekonomicznej i finansowej Polski po wojnie, Warszawa 1920.
- Reforma agrarna wstecz, Warszawa 1929.
- Reforma agronomii społecznej, Warszawa 1928.
- Reforma rolna a moralno-religijny stan wsi, Warszawa 1937.
- Replika Władysława Grabskiego z powodu sprawozdania Nadzwyczajnej Komisji Zapałczanej, Warszawa 1926.
- Równowaga budżetowa w świetle sytuacji gospodarczej. Exposé Prezesa Rady Ministrów, Warszawa 1924.
- Społeczne gospodarstwo agrarne w Polsce, Warszawa 1923.
- Sprawa zapałczana. Zbiór dokumentów i materiałów, Warszawa 1927.
- Stosunki służbowo-robotnicze rolne w Królestwie Polskim, Warszawa 1906.
- Sytuacja gospodarcza Polski. Mowa p. Prezesa Rady Ministrów, Warszawa 1925.
- Wieś polska na tle ewolucji dziejowej. Wstęp do historii wsi w Polsce, Warszawa 1939.
- Wspomnienia ze Spa. Wstęp i przypisy opracował Stanisław Kirkor, Londyn 1973.[89]
- Wychowanie gospodarcze społeczeństwa, Warszawa 1929.
- Wyjaśnienia dotyczące ratyfikacji traktatu pokojowego z Niemcami i umowy wielkich mocarstw z Polską, Paryż 1919.
- Wyjaśnienia tyczące się części finansowej, odszkodowaniowej i ekonomicznej traktatu pokojowego z Austrią, Paryż 1919.
- Wyniki akcji sanacyjnej. Styczeń – luty – marzec 1924. Exposé Prezesa Rady Ministrów, Warszawa 1924.
- Wystawa miechowska. Prace Sekcji Polnej w drugim półroczu 1903 roku, Warszawa 1904.
- Wywłaszczenie folwarków i program reform rolnych w Królestwie Polskim. Przedmowa do włościan, Warszawa 1907.
- Zagadnienie postępu rolniczego wobec kryzysu, Warszawa 1930.
- Zamedelska krise v Polski, krise svetova a otazka zemedelskeho pikorku, Praga 1930.
- Znaczenie nauki w działalności społecznej, Warszawa 1937[90].